# 中塩田駅
中塩田駅（なかしおだえき）は、長野県上田市五加にある上田電鉄別所線の駅である。駅番号はBE10。

## 歴史

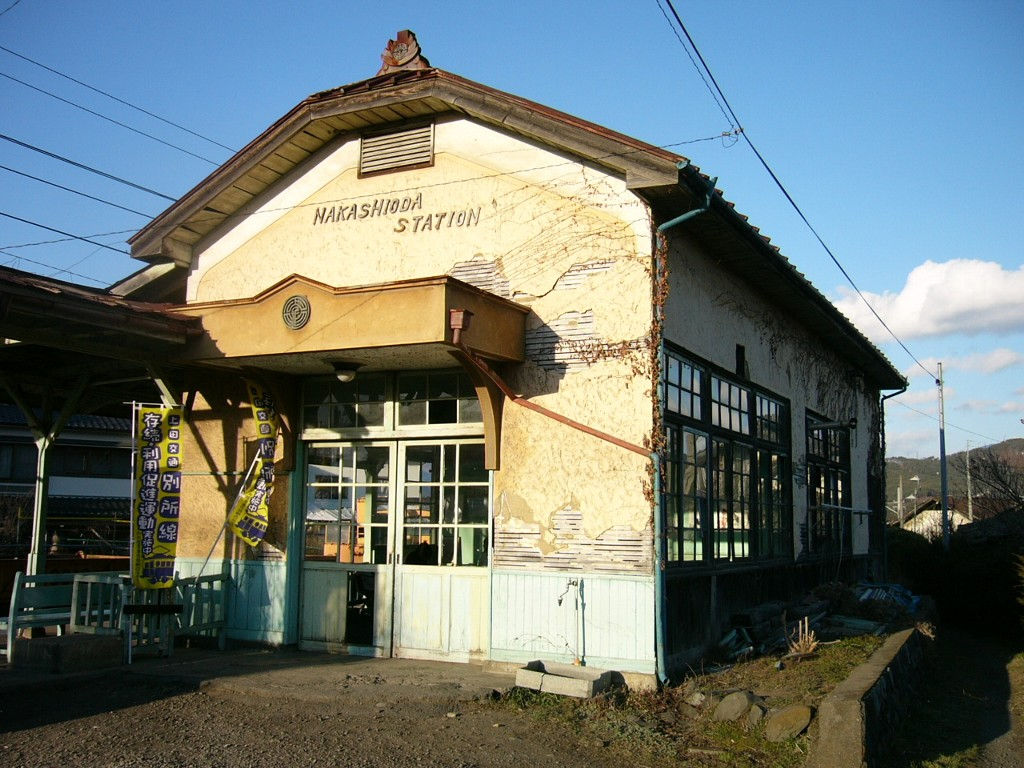
改修前の駅舎（2004年3月）

- 1921年（大正10年）6月17日：上田温泉電軌により、川西線の五加駅として開業[1]。
- 1929年（昭和4年）3月3日：中塩田駅に改称[1]。
- 1939年（昭和14年）
  - 3月19日：川西線が別所線に改称し、別所線の駅となる。
  - 9月1日：社名変更により、上田電鉄の駅となる。
- 1943年（昭和18年）10月21日：合併により、上田丸子電鉄の駅となる。
- 1969年（昭和44年）5月31日：社名変更により、上田交通の駅となる。
- 1972年（昭和47年）7月：無人駅化[1]。
- 1986年（昭和61年）10月：交換設備撤去[1]。
- 2005年（平成17年）10月3日：鉄道部門子会社化により、上田電鉄の駅となる。
- 2009年（平成21年）9月10日：同年11月10日の期間で駅舎の改良修繕工事が行われる[1]。
- 2016年（平成28年）8月：駅ナンバリングが導入され、使用を開始[2][3]。

## 駅構造
単式1面1線のホームを持つ地上駅。上田丸子電鉄時代からの駅舎が使用されており、当時の社紋が残る。
1980年代まで当駅終着・始発のダイヤが一日数本設定されており、電車は別所温泉方の本線上で折り返していた。
開業時以来駅員が配置されていたが、現在は無人駅となっている。ホーム柵も撤去されているため、駅舎を経由しなくてもそのまま入場できる。
当駅始発・終着便が無くなってから久しく、全くの停留場となっているものの、他の別所線の駅に比べ構内は比較的広い。
元は対向式ホーム2面2線の駅で構内踏切があった。かつては列車交換も行われていたが、現在は別所温泉方のポイントが撤去されており、行き違いはできないようになっている。残った行き止まりのレール（対向式ホーム2面2線当時は上田方）は構内側線となり、保線用の車両が留置されている。現在ホームは駅本屋側（対向式ホーム2面2線当時は別所温泉方）のみとなっており、反対側旧ホーム（対向式ホーム2面2線当時は上田方）は屋根が撤去され、枕木などの資材が置かれている。駅に接して別所温泉方の長野県道171号塩田仁古田線に「五加踏切」があり、1970年代まで踏切番小屋が置かれ、踏切番が配置されていたほか、電車が本線上で折り返す際にはこの踏切上に停車していた。この他倉庫などもあったがすべて撤去されている。上田方の「中塩田踏切」を超えた先にも構内側線があり、使用されていない保線用の工事用車両が留置されている。これらの構内側線や旧ホーム敷地を利用して新車の搬入や旧車の解体も行われている。
2009年に駅舎が改修・整備され、再塗装が施されたほか、2012年にはホームも改修され電車との段差が無くなった。

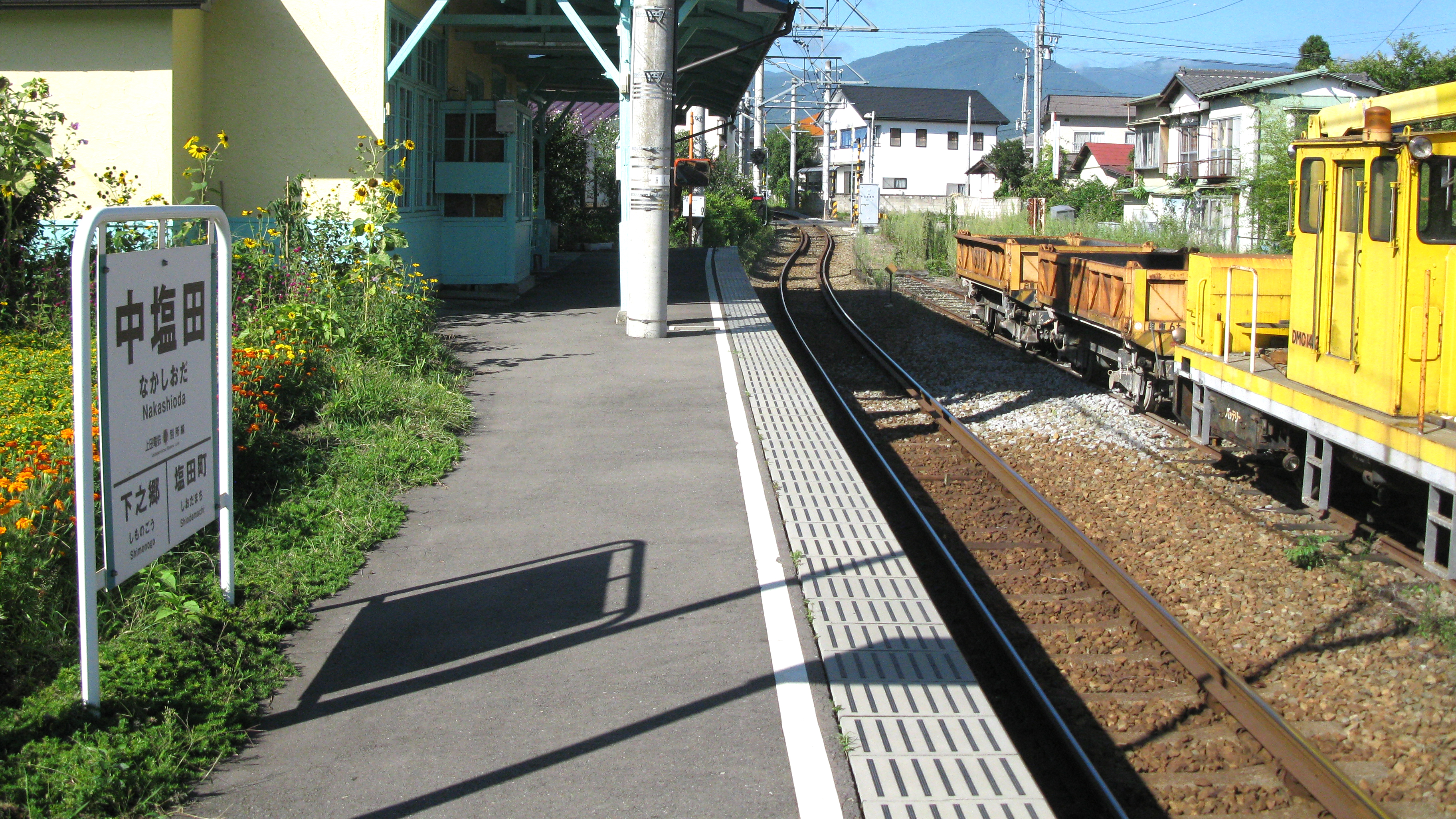
ホーム（2011年9月）
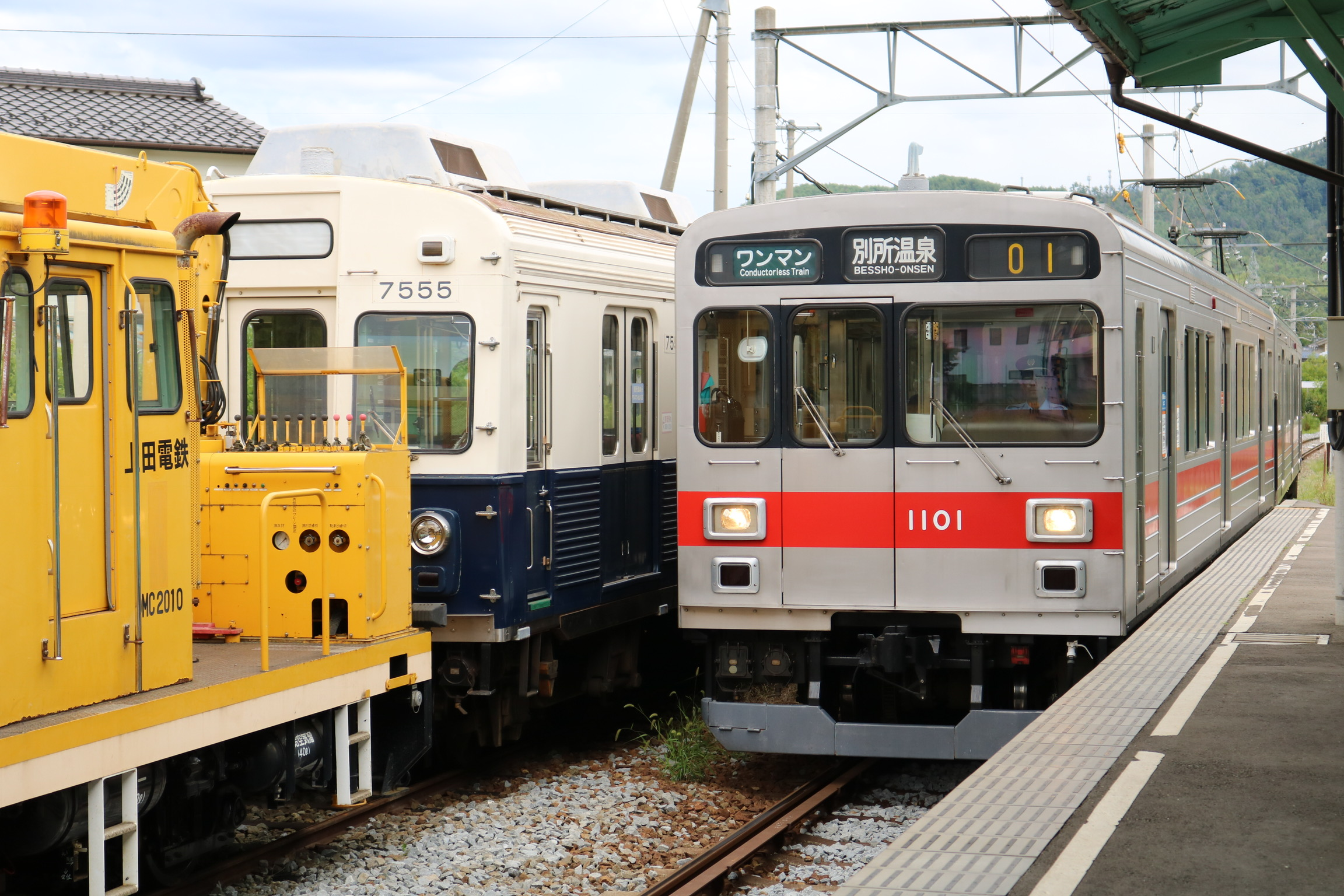
中塩田駅に進入する別所温泉行き電車（2018年8月）

## 利用状況
近年の一日平均乗車人員の推移は下記のとおり。
| 年度   | 一日平均 乗車人員 |
| ------ | ----------------- |
| 2010年 | 14                |
| 2011年 | 18                |
| 2012年 | 10                |
| 2013年 | 12                |
| 2014年 | 20                |
| 2015年 | 20                |
| 2016年 | 21                |
| 2017年 | 25                |

## 駅周辺
- 上田市立中塩田小学校
- 上田市立塩田中学校
- 真光寺
- 男池
- 産川
- 五加前池

## 隣の駅
上田電鉄
■別所線
下之郷駅（BE09） - 中塩田駅（BE10） - 塩田町駅（BE11）